# Chiến tranh Bảy năm (Bắc Âu)
Cuộc chiến tranh bảy năm ở Bắc Âu (cũng gọi là Cuộc chiến tranh Bắc Âu thứ nhất) là cuộc chiến giữa một bên là Thụy Điển và bên kia là Liên minh Đan Mạch - Na Uy, Thành bang tự do Lübeck, Cộng hòa lưỡng quốc Ba Lan-Litva từ năm 1563 tới năm 1570. Hai bên đánh nhau liên tục, cho tới khi cả hai đều mệt lử và thiệt hại nhiều thương vong. Cuối cùng thì cuộc chiến bế tắc và hai bên phải giải hòa vì bất phân thắng bại.

## Bối cảnh lịch sử
Liên minh Kalmar [3] (từ 1397 - 1523) bị tan vỡ, do Thụy Điển phẫn nộ về sự chi phối của Đan Mạch và đã nổi dậy chống đối, dưới sự lãnh đạo của gia đình quan nhiếp chính Sten Sture. Sau khi vua Christian II của Đan Mạch tái chiếm Thụy Điển, rồi xử tử 82 nhân vật hàng đầu của Thụy Điển trong cuộc tàn sát đẫm máu ở Stockholm (Stockholm Bloodbath từ 6 tới 10.11.1520) thì người Thụy Điển cương quyết nổi dậy chống đối. Năm 1521 Đan Mạch phải rút khỏi Thụy Điển. Tới ngày 6.6.1523 thì Gustav Vasa lên làm vua Thụy Điển và Liên minh Kalmar chấm dứt.

## Nguyên nhân gây xung đột
Tuy nhiên, sự xung đột giữa hai nước vẫn ngấm ngầm. Đan Mạch vẫn muốn tái lập Liên minh Kalmar và Thụy Điển thì muốn mở đường hàng hải qua biển Baltic và eo biển Oresund ra Bắc Hải. Sau khi vua Christian III thêm hình quốc huy của Thụy Điển vào quốc huy của Đan Mạch, thì Thụy Điển coi đó là ý đồ của Đan Mạch muốn chiếm Thụy Điển. Quan hệ giữa hai nước hết sức căng thẳng, nhất là từ sau khi vua Gustav Vasa (Thụy Điển) và Christian III (Đan Mạch) từ trần. Người kế vị Gustav Vasa là Erik XIV và người kế vị Christian III là Frederik II đều còn trẻ và hiếu chiến. Cả hai đều muốn làm chủ Bắc Âu
Tháng 2 năm 1563, các sứ giả Thụy Điển được gửi tới lãnh chúa Hessen (Đức) để cầu hôn công chúa Kristina cho vua Erik XIV. Các sứ giả này bị giữ lại ở Copenhagen. Erik XIV tức giận liền thêm hình quốc huy Đan Mạch và Na Uy vào quốc huy của mình. Thụy Điển cũng gây trở ngại cho kế hoạch chiếm Estonia của Đan Mạch [cần dẫn chứng].
Thành bang tự do Lübeck tức giận Erik XIV gây trỏ ngại cho việc buôn bán giữa thành bang này với Nga và Ba Lan muốn kiểm soát việc buôn bán trên biển Baltic, nên cùng liên minh với Đan Mạch để chống Thụy Điển.

## Diễn tiến cuộc chiến
Cuộc chiến khởi sự ngày 30.5.1563 ở phía ngoài đảo Bornholm trên biển Baltic, khi một đơn vị hải quân Đan Mạch dưới quyền chỉ huy của Jakob Brockenhuus bắn phát súng cảnh cáo, yêu cầu hạm đội Thụy Điển phải kéo bưồm trên nóc cột xuống (như dấu hiệu chấp nhận quyền làm chủ trên biển này của Đan Mạch). Phát súng này trúng ngay soái hạm của đô đốc Jakob Bagge của Thụy Điển, do đó gây ra cuộc hải chiến giữa 9 tàu Đan Mạch với 19 tàu Thụy Điển. Kết quả Thụy Điển thắng, chiếm 4 tàu cùng 500 quân Đan Mạch.
Tháng 6 năm 1563, Đan Mạch liên minh với thành bang tự do Lübeck (và tới tháng 10 năm 1563 với Cộng hòa lưỡng quốc Ba Lan-Litva).
Ngày 31.6.1563, lời tuyên chiến của Đan Mạch-Lübeck được gửi tới Stockholm và cuộc chiến chính thức bắt đầu. Phe Liên minh lúc đó có 25.000 lính đánh thuê thiện chiến người Đức và người Scotland. Ngày 4.9.1563, Đan Mạch tấn công thành lũy Elfsborg (Ålvsborg) nằm ở phía tây, lối ra eo biển Kattegat duy nhất của Thụy Điển. Erik XIV gửi một đạo quân tới Halland (thời đó thuộc Đan Mạch), nhưng bị quân Đan Mạch đánh bại tại Marekjær (gần Hamstad, nay thuộc Thụy Điển). Mùa thu năm 1563 các đội quân Thụy Điển bắt đầu phá hoại vùng Blekinge (nam Thụy Điển, thời đó thuộc Đan Mạch) để tạo một khu vực phòng thủ.
Đần năm 1564, quân Thụy Điển dưới quyền chỉ huy của người Pháp Claude Collart chiếm vùng Jämtland, Härjedalen và Trondheim của Na Uy, sau đó bị quân Na Uy dưới quyền chỉ huy của Erik Munk đánh lui và phải đầu hàng ngày 22.5.1564
Ngày 4.9.1564, quân Thụy Điển chiếm Ronneby (vùng Blekinge) và tàn sát mọi người dân ở đây, cả phụ nữ và trẻ em, gồm khoảng 2.000 người. Các phụ nữ, trẻ em may mắn sống sót thì được chở về Stockholm. Erik XIV đã viết cho Hội đồng vương quốc [4] (rigsråd) như sau: Màu đỏ như máu nhuộm nước ở các rãnh nước hè phố. Các kẻ phòng thủ (Đan Mạch) bây giờ mất hết can đảm tới độ chúng ta đâm họ chết như các con heo...Thà rằng có một miền đất hoang, còn hơn miền đất của kẻ thù [cần dẫn chứng]. Tuy nhiên sau đó phe Liên minh đã nhanh chóng chiếm lại Blekinge.
Ngày 30.5.1564, hải quân Đan Mạch của Herluf Trolle đụng độ với hải quân Thụy Điển của Jakob Bagge và Jakob Bagge bị bắt, nhưng trận này bất phân thắng bại. Ngày 14.8.1564, hải quân Thụy Điển dưới quyền chỉ huy của August Klas K. Horn - thay thế Jakob Bagge - thắng hải quân Đan Mạch ở ở đảo Öland (biển Baltic), sau đó hạm đội này phá tan phần lớn hạm đội Đan Mạch-Lübeck ở bờ phía Đức trên biển Baltic và phong tỏa eo biển Oresund. Ngày 7.7.1565, Horn thắng tiếp một trận hải chiến ngoài đảo Bornholm và hải quân Thụy Điển làm chủ biển Baltic.
Ngày 28.8.1565, Thụy Điển đã chiếm được thành lũy Varberg (tây nam Thụy Điển, thời đó thuộc Đan Mạch) và tàn sát mọi quân phòng thủ Đan Mạch. Ngày 20.10.1565, quân Đan Mạch của tướng Daniel Rantzau gồm 7.000 người đánh thắng 11.000 quân Thụy Điển tại trận Axtorne
(nam Thụy Điển, thời đó thuộc Đan Mạch)
Tháng 10 năm 1567, tướng Daniel Rantzau (Đan Mạch) tấn công và đốt phá sạch Östergötland (Thụy Điển). Giữa tháng 2 năm 1568, quân của Rantzau trở lại chiếm Halland.
Năm 1567, Thụy Điển tấn công Hamar (Na Uy) và chiếm lâu pháo đài Akershus (Oslo). Erik Munk đem quân từ Bergen tới giải vây, quân Thụy Điển rút lui.
Mùa thu năm 1567 Erik XIV bị điên, tới ngày 29.8.1568 thì Erik bị truất phế và bị giam.
Ngày 13.11.1569, Đan Mạch tấn công và tái chiếm Varberg.

## Hòa ước Stettin
Theo sáng kiến của Maximilian II, hoàng đế Đế quốc La Mã thần thánh, hai bên đã họp hòa hội tại Stettin (nay thuộc Ba Lan) từ ngày 15.7.1570. Kết quả là Hòa ước Stettin được ký ngày 13.12.1570. Vua Frederik II của Đan Mạch phê chuẩn Hòa ước này ngày 25.1.1571, theo đó mọi phần đất mà hai bên đã chiếm, phải trả lại cho nhau. Đan Mạch tạm giữ Elfsborg (Ålvsborg) cho tới khi Thụy Điển nộp 150.000 đồng riksdaler [5] tiền bồi thường chiến tranh